# Mieszkowice (gmina)
Mieszkowice (w 1946 gmina Barwice) – gmina miejsko-wiejska w zachodniej części województwa zachodniopomorskiego, w powiecie gryfińskim. Siedzibą gminy jest miasto Mieszkowice.

## Położenie

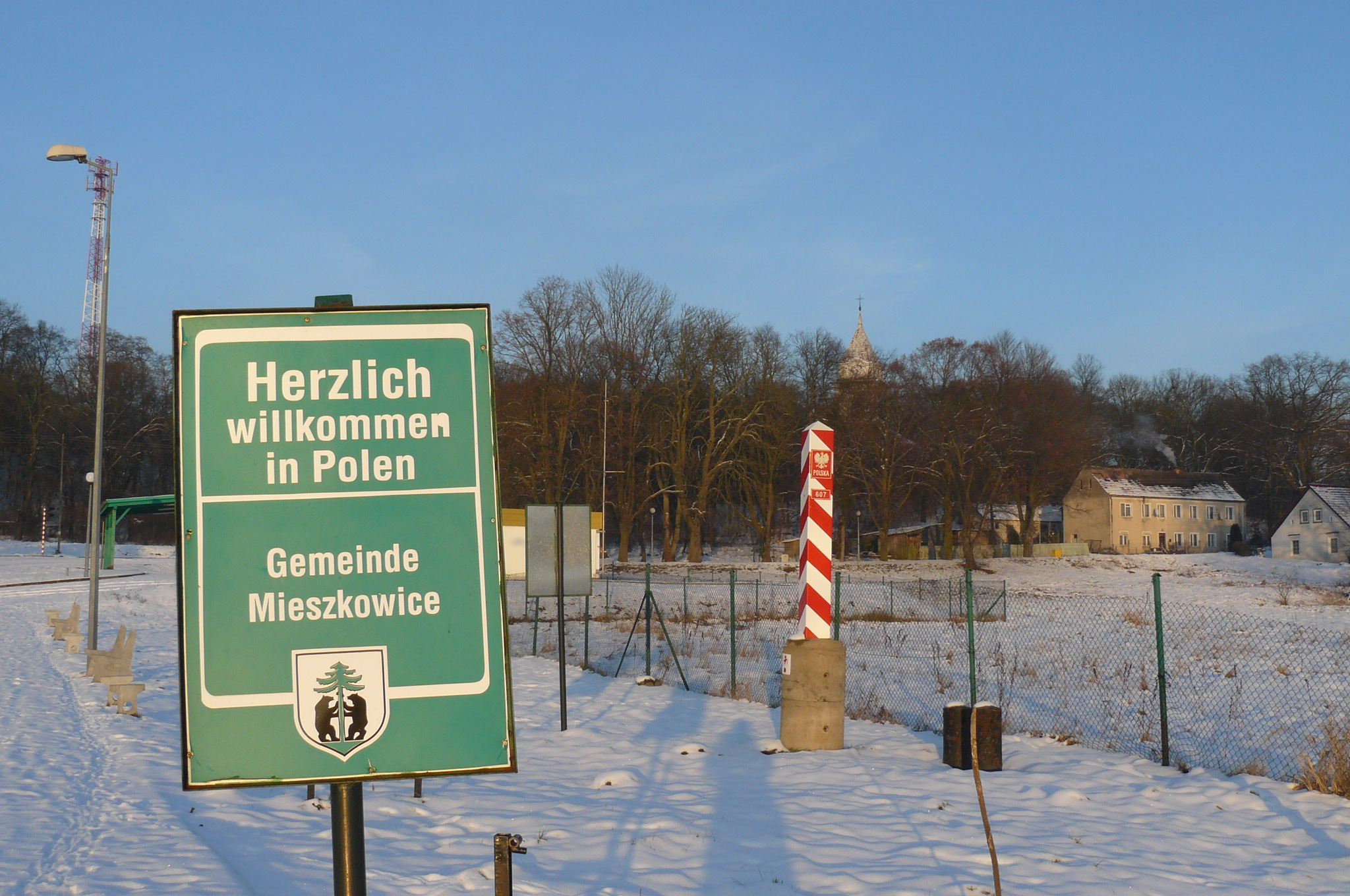
Gozdowice – granica gminy i Polski

Gmina znajduje się w zachodniej części województwa zachodniopomorskiego, w południowej części powiatu gryfińskiego. Do 31 grudnia 1998 r. wchodziła w skład województwa szczecińskiego. Sąsiaduje z gminami Cedynia, Chojna, Moryń i Trzcińsko-Zdrój (powiat gryfiński), Boleszkowice i Dębno (powiat myśliborski). Graniczy z Republiką Federalną Niemiec, powiatem Märkisch-Oderland (land Brandenburgia). W obrębie gminy znajduje się dziesięć sołectw: Czelin, Goszków, Kłosów, Kurzycko, Plany, Stare Łysogórki, Stary Błeszyn, Troszyn, Wierzchlas i Zielin. Pozostałe miejscowości to Goszkówek, Gozdowice, Jamno, Kamionka, Kępa Troszyńska, Kiwity, Mirogniew, Nowiny, Nowy Błeszyn, Ostępy, Ranowo, Rogaczewo, Siegniew, Sitno, Słubin, Starzyn, Wicin, Wierzchlasek.

## Administracja i samorząd
W 2016 r. wykonane wydatki budżetu gminy Mieszkowice wynosiły 27,6 mln zł, a dochody budżetu 27,5 mln zł. Zobowiązania samorządu (dług publiczny) według stanu na koniec 2016 r. wynosiły 8,4 mln zł, co stanowiło 30,4% poziomu dochodów.

## Demografia
W roku 2024 gminę zamieszkiwało 6458 osób, w tym 3288 mężczyzn (50,9%) i 3170 kobiet (49,1%). W podziale na grupy wiekowe 924 osoby znajdują się w wieku przedprodukcyjnym, 4 069 osób to mieszkańcy w wieku produkcyjnym, natomiast 1 465 osób zalicza się do grupy poprodukcyjnej.
| Opis      | Ogółem | Ogółem | Kobiety | Kobiety | Mężczyźni | Mężczyźni |
| --------- | ------ | ------ | ------- | ------- | --------- | --------- |
| Jednostka | osób   | %      | osób    | %       | osób      | %         |
| Populacja | 6458   | 100    | 3170    | 49,1    | 3288      | 50,9      |

| Rok  | Liczba ludności |
| ---- | --------------- |
| 1995 | 7 775           |
| 1996 | 7 794           |
| 1997 | 7 808           |
| 1998 | 7 829           |
| 1999 | 7 805           |
| 2000 | 7 691           |
| 2001 | 7 711           |
| 2002 | 7 691           |
| 2003 | 7 677           |
| 2004 | 7 661           |
| 2005 | 7 624           |
| 2016 | 7313            |
| 2024 | 6458            |

## Przyroda i turystyka
Gmina leży na Równinie Gorzowskiej i w Kotlinie Freienwaldzkiej nad Odrą. W północno-zachodniej części znajduje się Cedyński Park Krajobrazowy wraz z rezerwatem Jeziora Siegniewskie. Południowo-zachodni kraniec gminy zajmuje fragment Parku Krajobrazowego Ujście Warty. Z Mieszkowic do wsi Piasek nad Odrą (gmina Cedynia) prowadzi niebieski szlak turystyczny „Wzgórz Morenowych”. W Gozdowicach znajduje się jeden z najważniejszych wodowskazów na Odrze. Tereny leśne zajmują 45% powierzchni gminy, a użytki rolne 43%.

## Komunikacja
Przez gminę prowadzi droga krajowa nr 31 łącząca Mieszkowice przez Wierzchlas (4 km) z Chojną (20 km) oraz przez Boleszkowice (10 km) i Sarbinowo (22 km) do Kostrzyna nad Odrą (27 km) oraz drogi wojewódzkie nr 126 przez Gozdowice (11 km) do Osinowa Dolnego (31 km) i do Dębna (19 km) oraz nr 125 z Wierzchlasu przez Moryń (9 km) do Cedyni (24 km). Odległość z Mieszkowic do stolicy powiatu, Gryfina wynosi 58 km.
Mieszkowice uzyskały połączenie kolejowe w 1876 r. po wybudowaniu odcinka z Kostrzyna do Chojny. Rok później po otwarciu odcinka do Dworca Wrocławskiego w Szczecinie gotowa była już cała Magistrala Nadodrzańska (Wrocław – Szczecin). W latach 1979–1985 r. linia została zelektryfikowana, odcinek przez Mieszkowice w 1983 r. Obecnie w gminie czynna jest 1 stacja: Mieszkowice.
W gminie czynny jest 1 urząd pocztowy: Mieszkowice (nr 74–505).

## Zabytki
- Kościół Narodzenia Najświętszej Maryi Panny
- Pałac – zbudowany w 1720 r. (lub ok. 1780 r.) na piwnicach z XVII w., o zatartych cechach barokowych, użytkowany obecnie przez szkołę podstawową. Wewnątrz dwa pomieszczenia ze stiukami. Wpisany do rejestru zabytków pod nr 496 z dnia 22.12.1965 r.
- Park krajobrazowy – z XVIII w., zachował kompozycję przestrzenną założenia, z osiami widokowymi. Wpisany do rejestru zabytków pod nr 930 z dnia 03.12.1980 r.
- Zespół folwarczny – w zach. części wsi, przynależny pierwotnie do pałacu, o zatartej, pierwotnej kompozycji przestrzennej.
- Dawna plebania – dom rodzinny Gottfrieda Benna.